# Далад-Ци
Далад-Ци (кит. упр. 达拉特旗, пиньинь Dálātè qí) — хошун городского округа Ордос автономного района Внутренняя Монголия (КНР).

## История
Когда в результате маньчжурского завоевания Китая Ордос был в 1649 году разделён на 6 хошунов, эти земли оказались в составе хошуна Ордос-Цзоихоуци (鄂尔多斯左翼后旗), впоследствии переименованного в Далад-Ци.
В 1914 году из провинции Шаньси был выделен Особый административный район Суйюань (绥远特别行政区), и хошун вошёл в его состав. В 1928 году Особый административный район Суйюань был преобразован в провинцию Суйюань.
В декабре 1949 года хошун из непосредственного подчинения правительству провинции Суйюань перешёл в подчинение новообразованному аймаку Их-Джу. В 1954 году провинция Суйюань была расформирована, и аймак перешёл в состав автономного района Внутренняя Монголия. В марте 1958 года хошуну Далад-Ци была передана часть территорий уезда Дуншэн.
30 апреля 2001 года аймак Их-Джу был преобразован в городской округ Ордос.

## Административное деление
Хошун Далад делится на 6 уличных комитетов, 7 посёлков и 1 сомон.

## Экономика
В Далад-Ци расположен завод по газификации угля ENN Group, развиты молочное животноводство и выращивание люцерны. 
В пустыне Кузупчи (Кубуци) расположена крупнейшая в Китае солнечная электростанция мощностью 2 млн кВт.